# Sir
Sìr je mlečni izdelek, narejen iz prešane sirnine, ki s sirotko nastane pri koagulaciji mleka. Segreto mleko koagulira (se sesiri), ko mu je dodano sirilo, to je encim, ki razkraja mlečni protein. Obstaja veliko različnih vrst sirov, med najbolj priljubljenimi so gavda, ementalec in trapist.

## Zgodovina
Ena od legend pravi, da ga je pred 4000 leti odkril arabski trgovec, ki je potoval čez puščavo z zalogo mleka v mehurju. Vročina je mleko sesirila, sirotka se je ločila od skute, trgovec pa je lahko jedel sir in pil sirotko. O pravem izvoru izdelave sira ni dokazov. Najstarejši arheološki dokazi njegovega izdelovanja so še danes vidni na stenah egipčanskih grobnic iz let okoli 2000 pr. n. št. Najbrž so bili prvi siri precej grenki in slani, podobni grškim.
V Evropo naj bi prvi siri prispeli iz Male Azije, kasneje pa po trgovskih poteh rimskega imperija, vendar so se v Evropi razvile tudi nove vrste. V Italiji je okoli leta 1597 nastal parmezan, v Franciji okoli leta 1791 kamamber in veliko drugih, danes naj bi bilo v samo v Franciji okoli 300 vrst sirov. Iz Švice izvirata ementalec in grojer, iz Nizozemske edamec in gavda. Tudi v Sloveniji so zlasti v samostanih že v srednjem veku izdelovali več vrst sirov.

## Proizvodnja sirov
Sir je hranljivo živilo, narejeno predvsem iz mleka krav, pa tudi drugih sesalcev, vključno z ovcami, kozami, bivoli, severnimi jeleni, kamelami in jaki. Pred približno 4000 leti so ljudje začeli gojiti živali in predelovati njihovo mleko. Takrat se je rodil sir.
| Deset največjih izdelovalk sira (v metričnih tonah) | Deset največjih izdelovalk sira (v metričnih tonah) |
| --------------------------------------------------- | --------------------------------------------------- |
| Evropska unija                                      | 8.858.482                                           |
| ZDA                                                 | 5.162.730                                           |
| Nemčija                                             | 2.046.250                                           |
| Francija                                            | 1.941.750                                           |
| Italija                                             | 1.132.010                                           |
| Nizozemska                                          | 745.984                                             |
| Poljska                                             | 650.055                                             |
| Egipt                                               | 644.500                                             |
| Rusija                                              | 604.000                                             |
| Argentina                                           | 580.300                                             |
| Kanada                                              | 408.520                                             |

## Delitev sirov
- Glede na vsebnost vode v nemaščobnem delu sira:

| zelo trdi siri | do 30 % vode       | siri tipa parmezan: (grano padano, parmigiano lodigiano, parmigiano emiliano, parmigiano reggiano), zbrinc                                                         |
| trdi siri      | od 35 do 45 % vode | tolminc, ementalec, grojer, alpkäse, bohinjski sir, čedar, edamski sir, fontina, fiore sardo, grojer, kačkavalj, montasio, nanoški sir, pecorino, kraški ovčji sir |
| poltrdi siri   | od 40 do 50 % vode | edamec, gavda, masdamer, tilzit, trapist, bel paese, port salut, provolone, sir za raclette, tete de moine, butterkäse, bra                                        |
| mehki siri     | nad 50 % vode      | siri s plesnijo v testu ali na površini, siri z mažo na površini brie, kamamber, gorgonzola, rokfor                                                                |
| sveži siri     | od 85 do 87 % vode | mocarela, skuta, cottage cheese, mascarpone, skyr, sveži sir, rikota                                                                                               |

Količina absolutne vode v nemastni snovi sira je važen podatek, po katerem se lahko opredeljuje tipologija sira. Kolikor mehkejši je sir, tem večji je odstotek vode v njem. Značilne lastnosti sira se namreč oblikujejo v nemaščobni snovi, ki je precej stalen parameter sirov. Absolutna voda torej označuje celotno količino vode v siru po zorjenju, in je lahko izražena v gramih na kilogram sira ali v odstotkih.
- Delitev sirov po vsebnosti maščobe

S predpisi je določena vsebnost maščobe v suhi snovi sira (m/ss). V današnji uporabi se zahteva vse večja vredost m/ss zaradi kakovosti sira in izgube teže med skladiščenjem. Izguba teže je manjša pri višjem odstotku m/ss. Pravilnik sicer predpisuje najmanjšo vrednost m/ss, vendar je ta podatek relativen, saj je absolutna vrednost maščobe v suhi snovi odvisna od vsebnosti vode. Glede na vsebnost maščobe v suhi snovi so siri razvrščeni na:

- prekmasten (najmanj 55 % m/ss),

- polnomasten (najmanj 50 % m/ss),

- masten (najmanj 45 % m/ss),

- tričetrt masten  (najmanj 35 % m/ss),

- polmasten  (najmanj 25 % m/ss),

- četrt masten  (najmanj 15 % m/ss),

- pusti sir (manj kot 15 % m/ss).
- Delitev sirov po načinu zorenja

Postopek usirjanja je odvisen od vrste sira, ki ga želimo izdelati in načina nege v zorilnici, pri tem so klimatske razmere najpomembnejši dejavnik. Siri se po načinu zorenja delijo na sire s čisto suho površino (ementalec, gavda), sire z rdečo mažo, ki potrebujejo pri izdelavi večjo relativno vlago (tilzit, trapist), sire, ki zorijo s plesnijo (brie, kamamber, gorgonzola) in sveže sire, ki so brez posebnega zorenja (skuta, mocarela).

## Vrste sira
Vrsta sira opredeljuje osnovno kategorijo sira (glej: delitev sirov) in hkrati opisuje povezave znotraj družine med seboj podobnih sirov, npr. glede na specifični način izdelave, lastnosti in značilnosti, tudi vonj in okus, ter razlik v zvezi z zorjenjem in staranjem sira.
Vsaka vrsta ima namreč zaradi posebnosti v postopkih izdelave, zorenja in staranja zanjo značilne lastnosti, npr. glede testa, specifičnega izgleda, vonja in okusa ter trajnosti.
Samo kategorijo (družino in vrsto) ter osnovne značilnosti posameznega sira lahko sirarji določijo zgolj opisno, na kratko npr. trdi sir tipa ementalec, ter glede na zgoraj opisane delitve.

### Različice sira
Različica sira pomeni specifični podtip ali lokalno prilagojeno različico znotraj neke vrste sira.
Različice nastajajo zaradi različnih lokalnih sestavin (npr. razlike so lahko že v načinu vzreje in krme živali, vplivov podnebja, razlike v uporabljenem mleku (mleko iz določenega območja, mleko domačega goveda, ovčje ali kozje mleko, mleko vodnih bivolov, celo mešanja dveh vrst mleka, pasterizacija), različnih tradicij sirarstva, specifičnih tehnik izdelave sirov (kulture mlečnokislinskih bakterij, siril) ali drugih dodatkov k siru (npr. začimbe, zelišča, vino, dimljenje). 
Različice sira imajo zaradi prej opisanega (pa tudi podobnih, vendar ne identičnih tehnik izdelave) med seboj lahko manjša odstopanja in rahlo drugačne značilnosti ter določene posebnosti. 
Npr. ementalski sir, proizveden na Nizozemskem, ni in ne more biti povsem enak tistemu, ki je proizveden na Poljskem ali v ZDA. Drugačni različici tega sira bi lahko bili npr. ementalski sir s čilijem, ali mladi ementalski sir, ki je zorjen krajši čas. Znana različica je npr. sir Masdamer.

### Sir z oznako registrirane blagovne znamke
Nekatere vrste sirov imajo oznako registrirane blagovne znamke (npr. Appenzeller®, Leerdammer®), pri katerih je točno določena (lahko tajna) receptura in način izdelave specifične vrste sira, ki ju morajo upoštevati in se ju držati vsi proizvajalci.

### Nadzor nad kvaliteto sirov
Izdelavo nekaterih sirov nadzira strokovno združenje oz. konzorcij izdelovalcev tega sira, ki skrbi, da ne prihaja do odstopanj pri posameznih sirarjih. Pri siru montasio kontrolo izvaja konzorcij z imenom Il Consorzio di Tutela del Formaggio Montasio D.O.P. s sedežem v Codroipu v Furlaniji,
pri appenzelskem siru pa t.i. Appenzeller Käse Handelsverband, ki celo izvaja in nadzira nekatere faze proizvodnje sira.
V nekaterih sirarsko razvitih državah, npr. Švici, so ustanovili kar nacionalno zvezo sirarjev (Schweizersiche Käse Union), ki vse sirarje v državi kontrolira, pregleduje izdelane sire in neoporečnost označuje s svojo oznako, kar pomeni zaščito tako proizvajalca kot potrošnika. Skrb za kakovost švicarskega sira s strani nacionalne zveze sirarjev je tako velika in natančna, da razlike med posameznimi proizvajalci niso omembe vredne.

## Oznake na sirnih hlebih
Oznake na sirnih hlebih (kolutih) označujejo vrsto sira, kodo ali ime proizvajalca (sirarne), datum izdelave ali predaje sira v zorjenje, lahko pa tudi oznaka organa (konzorcija ali zveze) ki opravlja kontrolo kakovosti, ali oznako registrirane blagovne znamke.

## Označbe zaščitenega porekla
V preteklosti so v Švici tudi za sire uporabljali njihovo oznako geografsko zaščitenega izdelka AOC (Appellation d'origine contrôlée), od leta 2013 pa se nekatere sire lahko označuje z oznako geografsko zaščitenega izdelka AOP (Appellation d'origine protégée). Le-ta zagotavlja, da vse, od surovin do proizvodnega procesa in končnega izdelka, prihaja iz ene jasno določene regije izvora.

### Evropske in nacionalne sheme kakovosti
Nekatere vrste sirov imajo točno določeno območje, kjer se lahko proizvajajo in imajo zato v Uniji lahko oznako sheme Zaščitena geografska označba (ZGO), zaradi posebnih lastnosti ali postopkov izdelave posameznega lokalnega sira pa lahko oznako sheme Zajamčena tradicionalna posebnost (ZTP) ali kakšne druge nacionalne oznake.

## Zanimivosti
| Poraba sira na prebivalca v letu 2011 | Poraba sira na prebivalca v letu 2011 |
| Država                                | kg                                    |
| ------------------------------------- | ------------------------------------- |
| Francija                              | 26.3                                  |
| Islandija                             | 24.1                                  |
| Grčija                                | 23.4                                  |
| Nemčija                               | 22.9                                  |
| Finska                                | 22.5                                  |
| Italija                               | 21.8                                  |
| Švica                                 | 20.8                                  |
| Avstrija                              | 19.9                                  |
| Nizozemska                            | 19.4                                  |
| Švedska                               | 19.1                                  |
| Norveška                              | 17.4                                  |
| Češka                                 | 16.3                                  |
| Izrael                                | 16.1                                  |
| ZDA                                   | 15.1                                  |
| Kanada                                | 12.3                                  |
| Avstralija                            | 11.7                                  |
| Argentina                             | 11.5                                  |
| Poljska                               | 11.4                                  |
| Madžarska                             | 11.0                                  |
| Združeno kraljestvo                   | 10.9                                  |

## Vpliv na zdravje
- Sir ima kar nekaj blagodejnih učinkov na naše telo, tako pomaga tudi ščititi naše zobe pred kariesom, saj vsebuje kalcij in fosfor. Kalcij je pomemben tudi za pomoč proti osteoporozi, priporočeno dnevno količino kalcija pa pokrijemo že s tremi rezinami sira.[15]
- Ker je sir tudi vir soli, ki je eden od pomembnejših dejavnikov tveganja za bolezni srca in ožilja, z uživanjem sirov ne smemo pretiravati.

## Koristni nasveti
- V hladilniku je sir najbolje shranjevati v bližini zelenjave, ki vsebuje veliko vlage.
- Sira nikoli ne ovijamo v gospodinjsko (aluminijevo) folijo, saj bo tako ovit zaradi pomanjkanja kisika začel plesneti. Trde sire lahko ovijemo v slano vlažno krpo, mehke sire shranimo v tesno zaprto plastično posodo, sire, ki jih kupimo v tekočini, pa shranjujemo kar v tej.
- Pred serviranjem sir vedno pustimo vsaj uro stati na sobni temperaturi, da razvije pravi okus.[15]